# Hotline Miami
Hotline Miami är ett 2D-top-down-actionspel utvecklat av Jonatan Söderström och Dennis Wedin, under det kollektiva namnet Dennaton Games. Spelet är utgivet av Devolver Digital och gavs ut den 23 oktober 2012 till Microsoft Windows. Spelet blandar top-down perspektiv med stealth, extremvåld och surrealistiskt berättande, ihop med ett soundtrack och grafik influerat av 1980-talets kultur. Spelet i sig påverkades delvis av Nicolas Winding Refns film Drive, samt av Cocaine Cowboys.

## Spelupplägg
Hotline Miami är ett actionspel sett från top-down-perspektiv. Spelet delas upp i kapitel, som innehåller ett antal våningar med fiender. Spelaren har fysiska attacker, slagvapen, knivar och skjutvapen att använda mot fiender. Vapnen hittas hos dödade fiender eller vid valet av specifika masker. Spelaren kan också använda sig av omgivningen, till exempel genom att slå upp dörren framför en fiende för att lättare döda. En skillnad mot många andra skjutspel är att spelaren är lika ömtålig som fienderna, vilket betyder att en enda attack oftast betyder förlust, vilket tvingar spelaren att använda diverse strategier för att vinna mot större mängder fiender. Hotline Miami har ett poängsystem, där spelaren graderas efter variation, flexibilitet och annan statistik. Poängen som samlas låser eventuellt upp vapen och masker som ger unika fördelar och nackdelar.

## Handling
Hotline Miami utspelar sig i det sena 80-talets USA, i en alternativ historisk tidslinje, där USA är allierade med Sovjetunionen, och Ryska maffian styr i Miami. Spelaren axlar rollen som Jacket (Svenska: Jackan/Rocken), en namnlös yrkesmördare som varje kväll tar emot kryptiska telefonsamtal som instruerar honom att döda. Ju längre spelaren tar sig in i handlingen, desto tydligare är det att Jacket är svårt psykiskt sjuk, och att ingenting egentligen är vad det ser ut att vara. 

### Karaktärer
- Jacket: Den svårt psykiskt skadade spelarkaraktären. Han är mottagaren för dagliga meddelanden på telefonsvararen, som instruerar honom att begå brutala lönnmord. Under dessa mord är han klädd i djurmasker, som liknar fantasifigurer han pratar med under psykoser.
- Biker: Spelarkaraktären i uppdragen efter huvudberättelsen. Han är mottagaren för samma telefonsamtal som Jacket, men är mer stabil, och mindre villig att följa instruktionerna. Till skillnad från Jacket använder sig Biker bara av huggvapen.
- Richter: En annan mottagare av telefonsamtalen. Han mördar Jackets kompanjon.
- Richard, Rasmus och Don Juan: Jackets masker, personifierade i hans förvrängda verklighet.

## Soundtrack
Hotline Miamis officiella soundtrack finns att hittas på Devolver Digitals Soundcloud-konto. Det finns även att köpas på Steam, dock kan samtliga musikfiler hittas i spelets mapp i Ogg Vorbis-format (om än ofta i redigerade versioner).
| 1.           | Horse Steppin         | Sun Araw                     | 10:10   |
| 2.           | Hydrogen              | M\|O\|O\|N                   | 4:49    |
| 3.           | Paris                 | M\|O\|O\|N                   | 4:31    |
| 4.           | Crystals              | M\|O\|O\|N                   | 4:49    |
| 5.           | Vengeance             | Perturbator                  | 2:53    |
| 6.           | Deep Cover            | Sun Araw                     | 8:05    |
| 7.           | Miami                 | Jasper Byrne                 | 3:19    |
| 8.           | Hotline               | Jasper Byrne                 | 3:12    |
| 9.           | Knock Knock           | Scattle                      | 4:04    |
| 10.          | Musikk per automatikk | Elliott Berlin               | 3:05    |
| 11.          | Miami Disco           | Perturbator                  | 4:31    |
| 12.          | Release               | M\|O\|O\|N                   | 6:02    |
| 13.          | A New Morning         | Eirik Suhrke                 | 2:28    |
| 14.          | Flatline              | Scattle                      | 2:14    |
| 15.          | Silver Lights         | CoConuts                     | 6:36    |
| 16.          | Daisuke               | El Huervo feat. Shelby Cinca | 2:42    |
| 17.          | Turf                  | El Huervo                    | 5:04    |
| 18.          | Crush                 | El Huervo                    | 2:40    |
| 19.          | Electric Dreams       | Perturbator                  | 4:45    |
| 20.          | Inner Animal          | Scattle                      | 3:40    |
| 21.          | It's Safe Now         | Scattle                      | 2:43    |
| 22.          | To The Top            | Scattle                      | 1:58    |
| Total längd: | Total längd:          | Total längd:                 | 1:34:20 |